# Play Gaelic
Play Gaelic er debutalbummet fra det skotske keltiske rockband Runrig. Det blev udgivet i 1978 på LP og kassettebånd via Neptune Records. I 1990 blev det genudgivet på CD via Lismore Recordings med nyt coverdesign.

## Spor
1. "Dùisg Mo Rùn" (Wake up My Love) – 3:50
2. "Sguaban Arbhair" (The Sheaves of Corn) – 4:12
3. "Tillidh Mi" (I Will Return) – 3:40
4. "Criogal Cridhe" (Beloved Gregor) – 4:44
5. "Nach Neònach Neisd A Tha E" (Isn't It Strange Now) – 4:06
6. "Sunndach" (Joyous) – 3:54
7. "Air an Tràigh" (On the Strand) – 2:49
8. "Dè Nì Mi / Puirt" (What Will I Do / Tunes) – 2:56
9. "An Ròs" (The Rose) – 4:04
10. "Ceòl an Dannsa" (Dancing Music) – 2:42
  - The Brolum
  - Irish Reel
  - Reel of Tulloch
11. "Chì Mi'n Geamhradh" (I See the Winter) – 5:22
12. "Cum 'ur n'Aire" (Keep in Mind) – 6:15

## Personel
- Calum Macdonald: trommer, percussion
- Robert Macdonald: harmonika
- Rory Macdonald: vokal, guitar
- Donnie Munro: Forsanger, tolvstrenget guitar